# Хосефіна Пла
Хосефина Пла (ісп. Josefina Pla; 1903–1999) — парагвайська поетеса, а також драматургиня, авторка романів та оповідань, літературний критик, журналістка, скульпторка. Успішно займалася художньою керамікою. Відома також як громадська діячка, борчиня за права жінок.

## Життєпис
Народилася (точна дата невідома) на острові Лобос (Канари). Аргентинський поет Рауль Амарал (1918–2006), її біограф і дослідник її творчості, вважає, що день її народження — 8 листопада 1903. У дитинстві і юності жила в різних містах Іспанії (батько був муніципальним чиновником). У 1924 познайомилася з парагвайським художником Andrés Campos Cervera, що пізніше став відомим під псевдонімом Julián de la Herrería (Хуліан-коваль) (1888–1937). Через два роки одружилася і з 1926 жила з ним у Парагваї, час від часу приїжджаючи до Іспанії. Ця книга, що оспівує любов, принесла їй популярність. У 1937, під час поїздки подружжя в Іспанію, чоловік Хосефини помер.
У 1934 опублікована збірка віршів Хосефини Пла «Ціна мрії».З кінця тридцятих років, після повернення в Парагвай, Пла активно займалася поезією, живописом і керамікою і до кінця свого життя була в центрі художнього і літературного життя Парагваю. Хосефина Пла — лауреатка багатьох літературних премій, кавалерка багатьох державних нагород Парагваю, Іспанії та інших країн.

## Твори
Хосефина Пла — авторка багатьох збірок віршів. Деякі з них:
- El precio de los sueños, 1934
- Una Novia para Josevai, 1950
- La raíz y la aurora, 1960
- Rostros en el agua, 1965
- Invención de la muerte, 1965
- Satélites oscuros, 1966
- El polvo enamorado, 1968
- Desnudo día, 1968
- Luz negra, 1975
- Antología Poética, 1927-1977
- Follaje del tiempo, 1982
- Tiempo y tiniebla, 1982
- Cambiar sueños por sombras, 1984
- La nave del olvido, 1985
- La llama y la arena, 1985
- Los treinta mil ausentes, 1985
- De la imposible ausente, 1996.